# Александрия (Греция)
Алекса́ндрия (греч. Αλεξάνδρεια) — город в Греции. Находится на высоте 10 метров над уровнем моря, в 24 километрах к северо-востоку от Верии, в 42 километрах к западу от Салоник и в 315 километрах к северо-западу от Афин. Административный центр одноимённой общины в периферийной единице Иматия в периферии Центральная Македония. Население 14 821 житель по переписи 2011 года.
До 6 января 1953 года назывался Йидас (Γιδάς) от греч. γίδα «коза». В книге пророка Даниила козёл представляется символом царя Македонии (Дан. 8:21). Новое название город получил в честь Александра Македонского, родившегося в соседней Пелле.

## Транспорт
Через город проходит национальная дорога 1 Афины — Салоники. Национальная дорога 4 связывает город с Козани. Южнее города проходит автострада 2 «Эгнатия», часть европейского маршрута E90.
В городе находится станция «Александрия» железной дороги Салоники — Битола и линии 2 пригородной железной дороги Салоник.

## Сообщество Александрия
Сообщество Йидас создано в 1918 году (ΦΕΚ 152Α). В общинное сообщество Александрия входят три населённых пункта. Население 15 864 жителя по переписи 2011 года. Площадь 61,693 квадратного километра.
| Наименование | Население (2011), человек |
| ------------ | ------------------------- |
| Александрия  | 14 821                    |
| Ниселион     | 653                       |
| Схинас       | 390                       |

## Население
| Год  | Население, человек |
| ---- | ------------------ |
| 1991 | 12 718             |
| 2001 | 14 023             |
| 2011 | ↗ 14 821           |